# ونکورت (تگزاس)
ونکورت، تگزاس(به انگلیسی: Vancourt, Texas) شهری در ایالت تگزاس از ایالات جنوبی ایالات متحده آمریکا است.

## جستارهای ویژه
- فهرست شهرهای تگزاس